# Francesc Marcé i Sanabra
Francesc Marcé i Sanabra (l'Hospitalet de Llobregat, 1921 - Igualada, 9 d'octubre de 2014) fou un escultor, poeta i historiador hospitalenc.

## Biografia
Molt vinculat a la cultura i la història de la seva ciutat natal, començà a treballar com a professor mercantil, però aviat ho deixà per treballar en el butlletí d'història municipal, que edità entre 1950 i 1970. Des del 1972 organitzà el Museu d'Història de l'Hospitalet, del que en fou el primer director fins a la seva jubilació en 1985. Ha recollit nombrosa documentació sobre la història de la ciutat i ha escrit articles i llibres d'investigació històrica. També va participar de la primera catalogació i de la protecció del patrimoni històric de L'Hospitalet, com la salvaguarda dels antics retaules de l'església de Santa Eulàlia de Mèrida, avui al Museu de L'Hospitalet.
També es dedicà a l'escultura i a la terrissa, amb els seus amics Marià Riera i Valentí Julià va fundar Ceràmiques Bellvitge.
Poc abans de morir, el 7 de maig de 2014, pel seu 92è aniversari, fou homenatjat pel Casino del Centre, l'Ateneu de Cultura Popular i la coordinadora Sardanista amb suport de l'Institut d'Estudis Catalans.

## Obres
- Més vell que l'olivera: històries de la història d'un poble mil·lenari, L'Hospitalet de Llobregat. L'Hospitalet de Llobregat: Ateneu de Cultura Popular, 1995
- Hospitalencs d'ahir. L'Hospitalet de Llobregat: Ateneu de Cultura Popular, 1994
- En Pol i les bestioles. L'Hospitalet de Llobregat: [s.n.], 1990 (exemplar únic dedicat al seu net)
- Evocació de la Rambla : intent d'aproximació -molt personal- a la seva història. L'Hospitalet de Llobregat: Gent de Pau, 1990;
- Més vell que l'olivera. L'Hospitalet de Llobregat: Ateneu de Cultura Popular, 1987. Joan A. Vallvé i Cordomí (dibuixos); pròleg: Francesc Candel.
- 25 imágenes de la historia de l'Hospitalet. L'Hospitalet de Llobregat: Museu d'Història de la Ciutat, 1979.
- Les Nostres masies: una mirada a la marina d'ahir. L'Hospitalet de Llobregat: Museu d'Història de la Ciutat, 1980
- Contrallum hospitalenc: poesies. L'Hospitalet: Rius i Vila, 1978
- "Batlles" o alcaldes de Hospitalet: con una sinopsis cronológica de efemérides siglos XVIII, XIX y XX [S.l. : s.n., 1974?]
- Racons de Calella de Palafrugell. Igualada, Viena Edicions, 2002
- Descobrint Igualada. Igualada, Viena Edicions, 2012),
- Cants d'amor i d'enyorança. Igualada, 2013.